# Ectropothecium eurycladium
Ectropothecium eurycladium är en bladmossart som beskrevs av Bescherelle 1876. Ectropothecium eurycladium ingår i släktet Ectropothecium och familjen Hypnaceae. Inga underarter finns listade i Catalogue of Life.